# Pietro Bonfante
Pietro Bongante (Poggio Mirteto, 29 de junho de 1864 — Roma, 21 de novembro de 1932) foi um historiador do direito romano. Ele lecionou nas universidades de Turim, Pavia, Roma, de 1915 a 1917 e também foi reitor da Universidade Luigi Bocconi em Milão.

## Biografia
Ele estudou na Universidade de Parma, onde fez uma profunda amizade com Alfredo Rocco e com Angelo Sraffa, pai do economista Piero Sraffa.
Ele era um eminente jurista de sua época, aluno de Vittorio Scialoja, especialista em direito romano. O pensamento bonfantiano enfocou a importância da história do direito romano como parte integrante da história do direito moderno, em particular, apoiou um vínculo psicológico entre nossa sociedade e o direito romano.
Ele era o pai de Giuliano Bonfante e avô de Larissa Bonfante.

## Obras
- Istituzioni di diritto romano, ed. G. Giappichelli, 1946.
- Lezioni di storia del commercio, ed. A. Giuffrè, 1982.
- Diritto romano ed. A. Giuffrè, 1976.
- Opere complete ed. A. Giuffrè, 1900.
- Corso di diritto romano, ed. A. Giuffrè, 1963.
- Le singole iustae causae usucapionis e il titolo putativo, ed. Fratelli Bocca, 1894.
- Istituzioni di diritto romano, ed. F. Vallardi, 1907.
- Storia del diritto romano, ed. Società editrice libraria, 1923.
- Istituzioni di Diritto Romano, ed. Adamant Media Corporation, 2004.
- Scritti giuridici varii, ed. Unione tipografico-editrice torinese, 1916.
- Lezioni di filosofia del diritto ed. A. Giuffrè, 1986.
- Il punto di partenza nella teoria romana del possesso texte intégral, 1905.
- L'origine dell'"hereditas" e dei "legata" nel diritto successorio romano, texte intégral, ed. Tip. dell'Unione cooperativa editrice, 1891.
- Roberto De Ruggiero – Salvatore Riccobono – Filippo Vassalli: Lezioni. Scuola di Diritto Romano e Diritti Orientali 1930 – 1932 raccolte da Károly Visky. In appendice Il Cristianesimo e il regolamento del divorzio nel diritto delle Novelle (Tesi di Diploma 1932 di Károly Visky) (A cura di G. Hamza, Introduzione di O. Diliberto, Trascrizione e note al testo di L. Migliardi Zingale), In: Pubblicazioni del Dipartimento di Scienze Giuridiche. Università degli Studi di Roma „La Sapienza”. Jovene Editore, Napoli, 2015.